# امپرسیون، طلوع آفتاب
امپرِسیون، طلوع خورشید (به فرانسوی: Impression soleil levant) نام اثری است از نقاش سرشناس فرانسوی، کلود مونه (۱۸۴۰ - ۱۹۲۶ میلادی) که جنبش هنری امپرسیونیسم نام خود را از آن گرفته است.
این اثر که به سال ۱۸۷۲ امضا شده است (با اینکه تحقیقات جدید فاش کرد که تاریخ پایان این اثر، ۱۸۷۳ یعنی یک سال پس از امضای نقاش بر پای اثر بوده است)، لنگرگاه لوآور (به فرانسوی: Le Havre) در شمال غربی فرانسه را به تصویر کشیده است.
نقاش برای کشیدن این منظره از ضربه‌های بسیار نرم و تماس‌های بی‌نظم قلم مو بر سطح بوم استفاده کرده است که به جای تماسها در ترسیم کلاسیک، فقط اشاره‌ای دارد.
این تابلو در سال ۱۸۷۴ میلادی و در جریان اولین نمایشگاه هنری مستقل امپرسیونیست‌ها (که در آن تاریخ به این نام شناخته نمی‌شدند)، به نمایش عمومی گذاشته شد. لویی لِروا (به فرانسوی: Louis Leroy) منتقد، نقاش و نمایشنامه‌نویس فرانسوی در حالی که از نام این اثر استفاده کرده بود، متنی تمسخرآمیز در روزنامه هیاهو (به فرانسوی: Le Charivari) با عنوان نمایشگاه امپرسیونیست‌ها منتشر کرد و ناخواسته، جنبش هنری جدید را نامگذاری نمود.
مونه در ترسیم شاهکارش، خورشید را با همان میزان درخشندگی که آسمان اطرافش دارد کشیده است که این شرایط، فقط در حالتی متصور است که غلظت رطوبت هوا، بالا باشد که خود باعث تغییرات در انرژی امواج نور دریافت شده می‌گردد. این ویژگیٍ امپرِسیون، طلوع خورشید که باعث متمایز شدن خورشید از آسمان اطرافش شده است، به دلیل استفاده از رنگهای مکمل سرد و گرم به جای تغییر در مقدار یا روشنایی رنگ‌هاست.

## نگارخانه

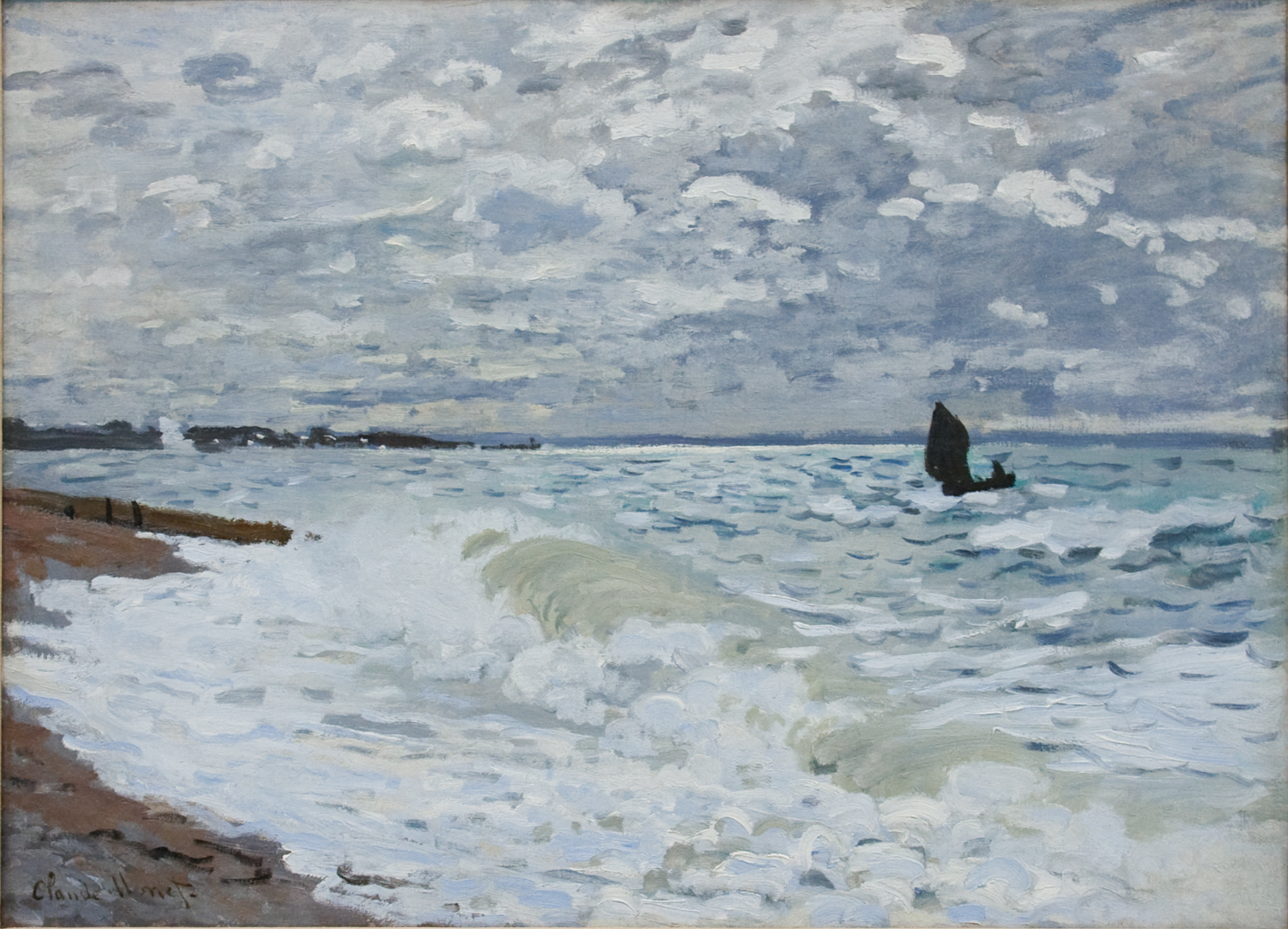
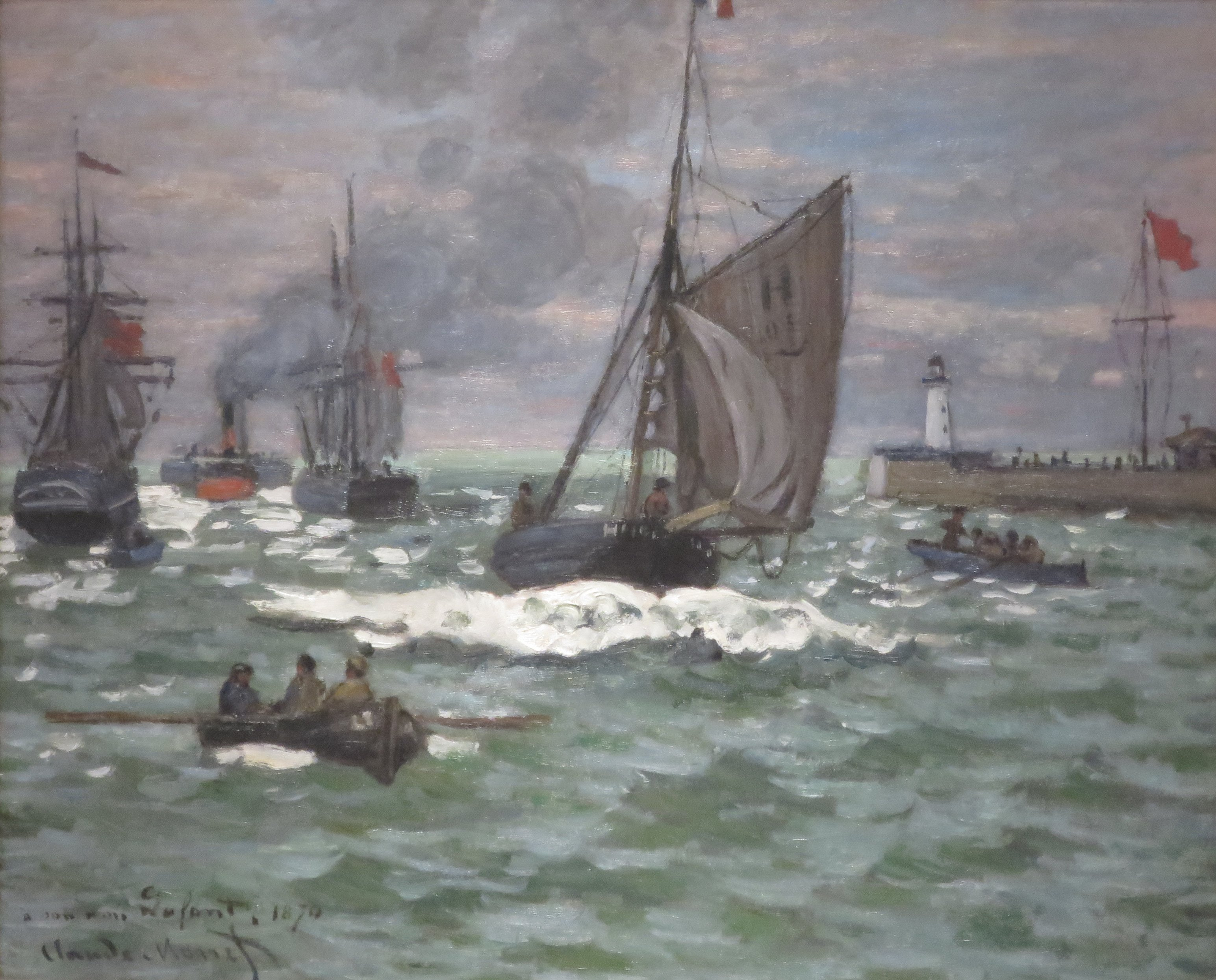
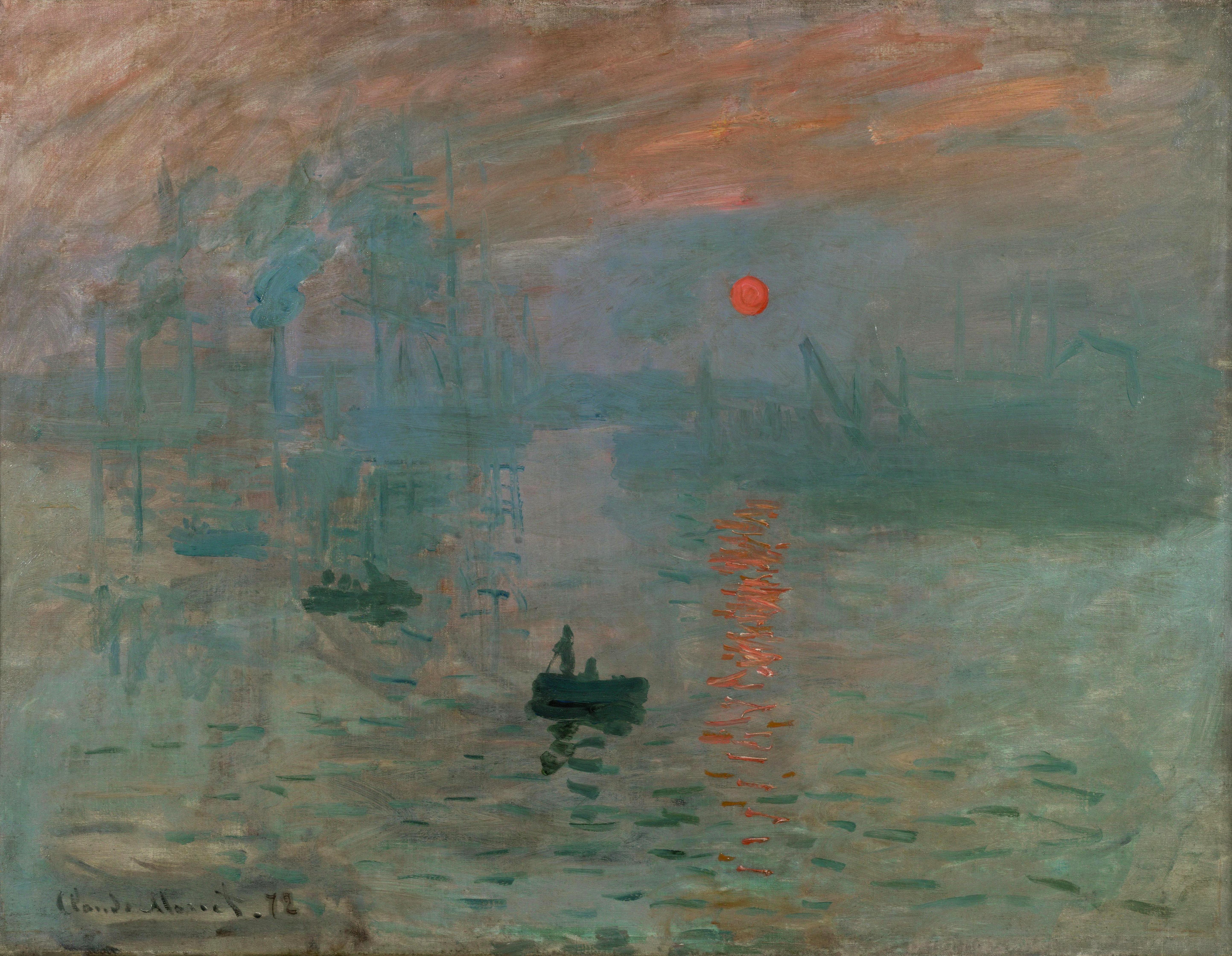
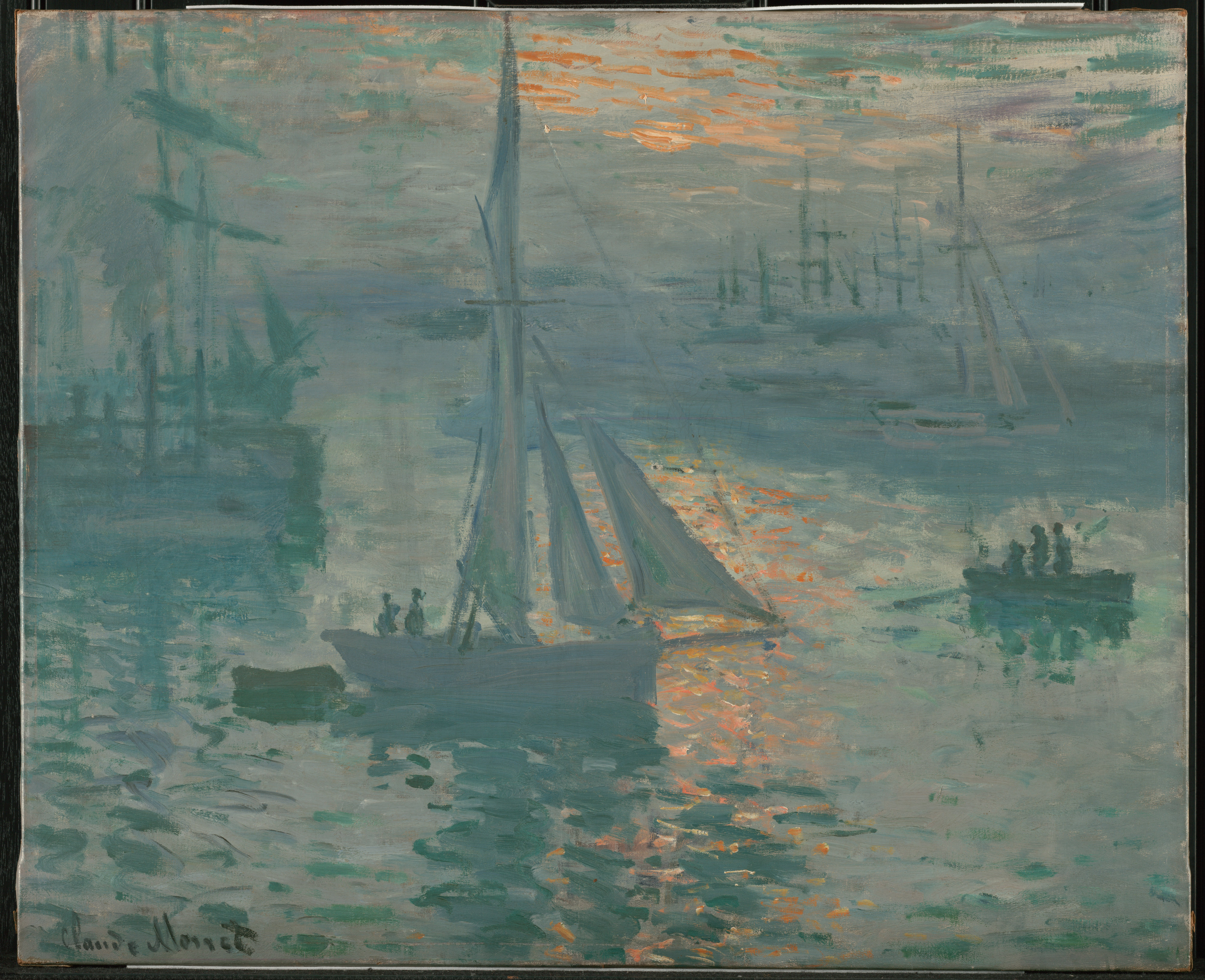
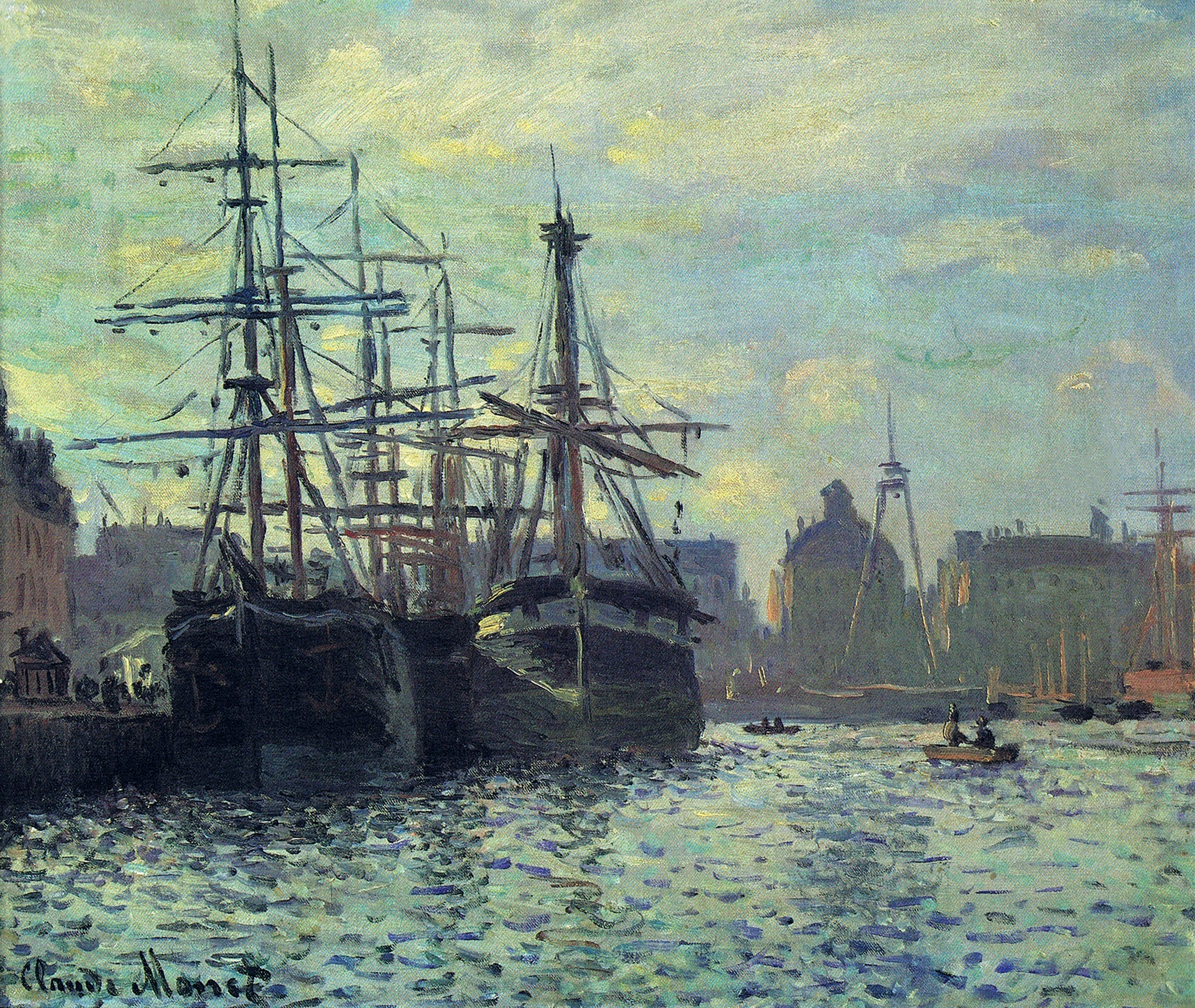
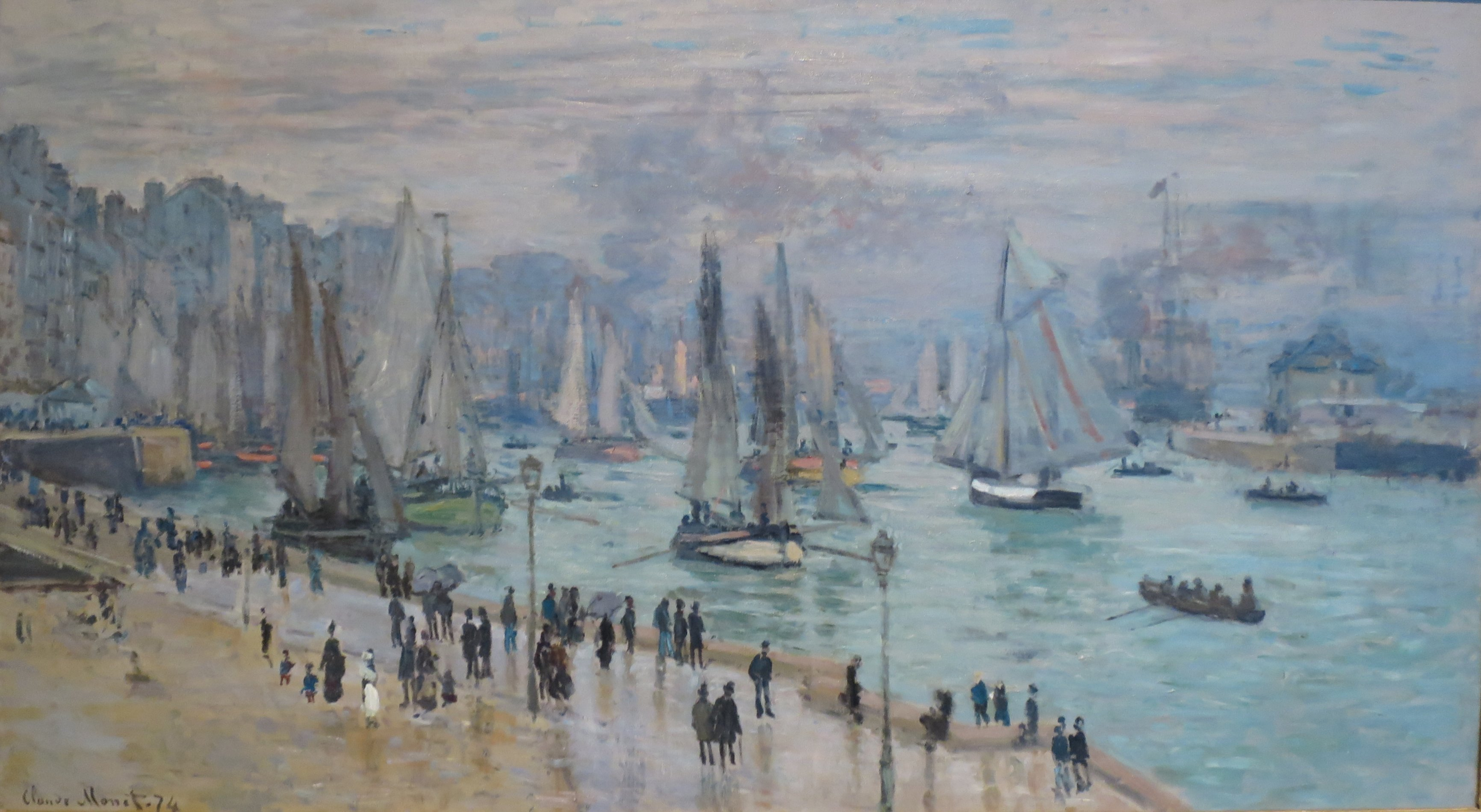
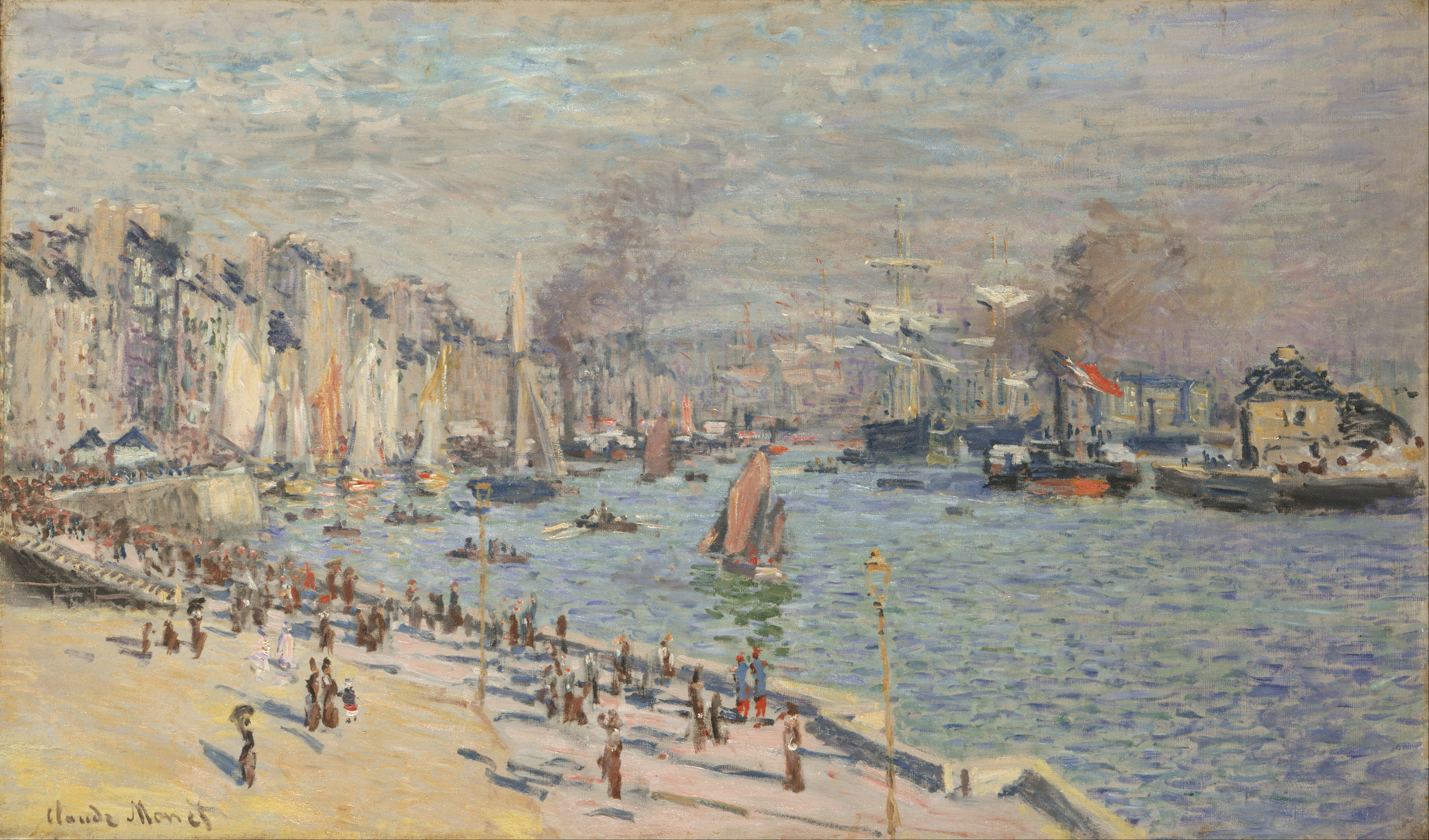